# ألكسندر مياتوفيتش
ألكسندر مياتوفيتش هو لاعب كرة قدم صربي في مركز الدفاع، ولد في 20 سبتمبر 1982 في كرالييفو في صربيا. لعب مع النجم الأحمر بلغراد وراد بيوغراد ورادنيتشكي نيش ونابريداك كروشيفاتس ونادي أو إف كيه بيوغراد ونادي أوبليتش ونادي فويفودينا.

## وصلات خارجية
- ألكسندر مياتوفيتش على موقع قاعدة بيانات كرة القدم.إي يو (الإنجليزية)
- ألكسندر مياتوفيتش على موقع Soccerway.com (الإنجليزية)